# Wallengrenia
Wallengrenia is een geslacht van vlinders van de familie dikkopjes (Hesperiidae), uit de onderfamilie Hesperiinae.

## Soorten
- W. otho (Abbot & Smith, 1797)
- W. premnas (Wallengren, 1860)